# Bieriozowskij (obwód kemerowski)
Bieriozowskij (ros. Берёзовский) – miasto w Rosji, w obwodzie kemerowskim. W 2010 roku liczyło 47 279 mieszkańców.